# آب‌انبار سید اسحاق
آب‌انبار سید اسحاق مربوط به دوره تیموریان - دوره صفوی - دوره قاجار است و در ساوه، میدان سرداران واقع شده و این اثر در تاریخ ۲۵ آبان ۱۳۸۷ با شمارهٔ ثبت ۲۳۸۱۲ به‌عنوان یکی از آثار ملی ایران به ثبت رسیده‌است.